# Skaftafell
Pour l’article homonyme, voir Parc national de Skaftafell.
Ne doit pas être confondu avec Stafafell.
Skaftafell est un lieu-dit d'Islande situé dans le Sud du pays, à l'est de Kirkjubæjarklaustur. Il constitue l'une des portes d'entrée du parc national du Vatnajökull qui s'étend au nord.

## Infrastructures
Skaftafell est constitué d'infrastructures touristiques gérées par le parc national du Vatnajökull comme un centre des visiteurs qui inclut une exposition sur le parc national et un restaurant, un camping, un parking et une station-service à la sortie du lieu-dit, la seule entre Kirkjubæjarklaustur et Höfn,,. Il est accessible par la Skaftafellsvegur, une petite route en impasse de quelques centaines de mètres de longueur numérotée 998 et connectée à la route 1 située au sud et à la route 9987, elle aussi en impasse et se dirigeant vers le nord-ouest. Il est desservi par de nombreuses lignes de bus régulières.

## Activités
Skaftafell constituait le centre de l'ancien parc national de Skaftafell qui couvrait une partie du Vatnajökull et qui a disparu au profit de la création de l'actuel parc national beaucoup plus étendu. Il constitue ainsi un point de départ pour de nombreuses randonnées pédestres, équestres, à VTT ou glaciaires, de l'alpinisme avec notamment l'ascension du Hvannadalshnjúkur, point culminant de l'Islande, du rafting, etc,. L'une des ballades les plus fréquentées est celle conduisant à Svartifoss, une cascade située au-dessus de Skaftafell.

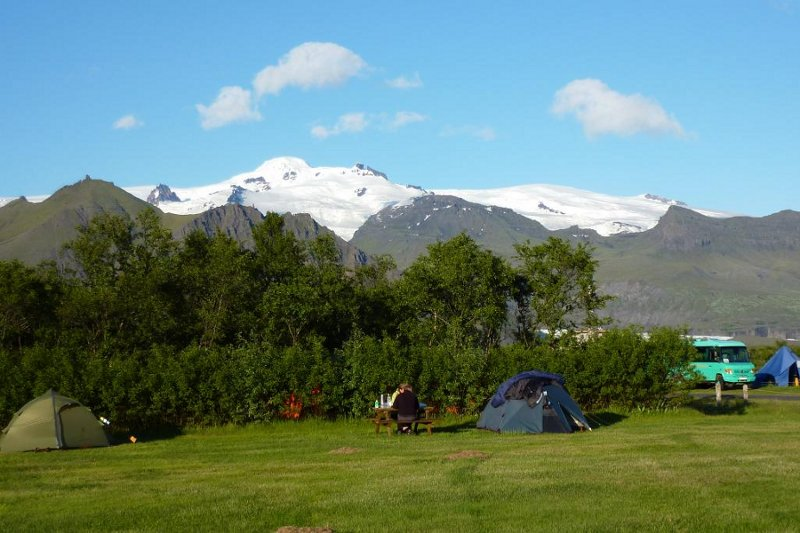
Vue du camping de Skaftafell avec l'Öræfajökull en arrière-plan.

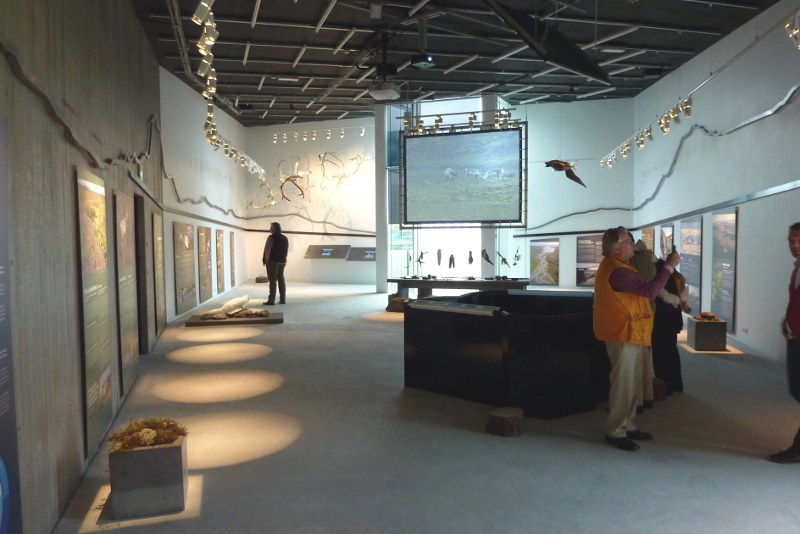
Vue de l'exposition consacrée au parc national dans le centre des visiteurs.